# Illusion (Star Trek)
Pour l’article homonyme, voir Illusion (homonymie).
Illusion (The Paradise Syndrome) est le troisième épisode de la troisième saison de la série télévisée Star Trek. Il fut diffusé pour la première fois le 4 octobre 1968 sur la chaîne américaine NBC.
Le capitaine Kirk reste bloqué sur une planète habitée par un peuple ressemblant aux Amérindiens le prenant pour un Dieu, pendant que l'Enterprise risque d'être percuté par un astéroïde.

## Distribution

### Acteurs principaux
- William Shatner — James T. Kirk (VF : Yvon Thiboutot)
- Leonard Nimoy — Spock (VF : Régis Dubost)
- DeForest Kelley — Leonard McCoy
- James Doohan — Montgomery Scott
- George Takei — Hikaru Sulu
- Nichelle Nichols — Uhura
- Walter Koenig — Pavel Chekov

### Acteurs secondaires
- Majel Barrett - Infirmière Christine Chapel
- Sabrina Scharf - Miramanee
- Rudy Solari - Salish
- Richard Hale - Goro
- Naomi Pollack - Femme Indienne
- John Lindesmith - Ingénieur
- Peter Virgo, Jr. - Guerrier
- Lamont Laird - Enfant Indien
- William Blackburn - Lieutenant Hadley
- Roger Holloway - Lieutenant Lemli

## Résumé
L'équipage de l'Enterprise approche d'une planète très semblable à la Terre, qu'un astéroïde doit bientôt toucher. En mission de reconnaissance, le capitaine Kirk, Spock et le docteur McCoy s'aperçoivent que la planète est habitée et que ses autochtones se conduisent comme les anciens indiens d'Amérique. Approchant d'un étrange obélisque, le capitaine Kirk est happé à l'intérieur où une force le frappe. Spock et McCoy le recherchent en vain et sont obligés de revenir au vaisseau afin de pouvoir procéder aux manœuvres destinées à dévier l'astéroïde.
Kirk se réveille amnésique et sort de l'obélisque. Il est remarqué par des femmes indigènes qui le prennent pour un dieu et est amené au village. Toutefois, le prêtre du village, Miramanee, et le médecin, Salish, suspectent Kirk d'être un imposteur. Après avoir réanimé un enfant tombé dans un lac, Kirk est considéré comme un dieu capable de ressusciter les morts et Salish est obligé d'abandonner son statut de médecin pour lui. Toujours amnésique, Kirk est persuadé de s'appeler Kirok.
Pendant ce temps, l'équipage de l'Enterprise tente de tirer sur l'astéroïde pour changer sa trajectoire, mais cela est sans effet et le vaisseau ne peut plus se recharger. Ils sont obligés d'attendre deux mois avant de rejoindre la planète, ce qui les fera arriver quatre heures avant la collision. De son côté, Kirk devenant le nouveau médecin se retrouve par conséquent promis à Miramanee, l'ancienne fiancée de Salish. Tous deux tombent amoureux l'un de l'autre. Toutefois, jaloux de son statut perdu, Salish tend une embuscade à Kirk et l'agresse avec un couteau. À la vue du sang de Kirk, il s'aperçoit que celui-ci n'est pas un dieu mais n'en dira rien.
Une cinquantaine de jours passent, durant lesquels l'Enterprise se rapproche de la planète. Spock observe l'obélisque et constate qu'il s'agirait peut-être d'une arme destinée à détruire les astéroïdes. Celle-ci aurait été laissée par les Préservateurs, une ancienne race extra-terrestre qui aurait essaimé à travers la galaxie (expliquant que l'on trouve de nombreux extra-terrestres humanoïdes.) Sur la planète, Kirk est amoureux de Miramanee et celle-ci est enceinte de son enfant. Toutefois la tribu, à l'approche de l'astéroïde, lui demande d'ouvrir l'obélisque, ce que Kirk est incapable de faire. Salish en profite pour l'accuser d'être un faux dieu et finit par le lapider, lui et Miramanee.
L'arrivée de Spock, du docteur McCoy ainsi que de l'infirmière Christine Chapel disperse la foule. Spock utilise ses pouvoirs télépathiques vulcains afin de faire recouvrer la mémoire à Kirk. Ils réussissent tous deux à activer l'obélisque, faisant exploser l'astéroïde. Toutefois, Miramanee est trop gravement blessée pour survivre à ses blessures. Kirk l'embrasse une dernière fois avant qu'elle ne décède.

## Production

### Écriture
Le scénario de l'épisode fut proposé par la scénariste Margareth Armen le 14 mars 1968, sous le titre de "The Paleface" ("le visage pâle") et fut terminé le 29 mai 1968 avant d'être partiellement réécrit par Arthur Singer et Fred Freiberger en juin 1968. Selon le script la planète s'appelle "Amerind." Dans une première version du script Miramanee survivait et portait l'enfant de Kirk.

### Casting
- L'acteur John Lindesmith qui joue le rôle d'un indien ingénieur était déjà apparu brièvement dans l'épisode Charlie X.
- L'actrice Nichelle Nichols ne tourna pas dans l'épisode, ses apparitions étant effectué par la réutilisation de plans issus d'autres épisodes de la série.

### Tournage
Le tournage eut lieu du 11 au 18 juin 1968 au studio de la compagnie Desilu sur Gower Street à Hollywood, sous la direction du réalisateur Jud Taylor ainsi qu'au Franklin Canyon Park à Los Angeles qui avait servi de décors à de nombreux western de la télévision. Pour des raisons de contrainte budgétaire, il s'agit du seul épisode de la saison à avoir été tourné en extérieur.
L'obélisque géant fut construit pour cet épisode.

## Diffusion et réception critique

### Diffusion américaine
L'épisode fut retransmis à la télévision pour la première fois le 4 octobre 1968 sur la chaîne américaine NBC en tant que troisième épisode de la troisième saison.

### Diffusion hors États-Unis
L'épisode fut diffusé au Royaume Uni le 6 janvier 1971 sur BBC One.
En version francophone, l'épisode fut diffusé au Québec en 1971. En France, l'épisode est diffusé le 16 juillet 1986 lors de la rediffusion de l'intégrale de Star Trek sur La Cinq.

### Réception critique
L'épisode est plutôt peu apprécié des fans de la série. Dans un classement pour le site Hollywood.com Christian Blauvelt place cet épisode à la 74e position sur les 79 épisodes de la série originelle trouvant que l'épisode est stupide dans son idée même. Pour le site The A.V. Club Zack Handlen donne à l'épisode la note de C trouvant que l'épisode est plutôt idiot et mal conçu. Il trouve que c'est le genre d'épisodes qui a forgé le cliché de William Shatner surjouant dans la plupart des scènes.
Dans le livre "Star Trek and History: Race-ing Toward a White Future" l'auteur Daniel Leonard Bernardi soulève le racisme involontaire de l'épisode, Kirk étant montré comme un homme blanc naturellement supérieur aux amérindiens.

## Adaptation littéraire
L'épisode fut romancé sous forme d'une nouvelle de 24 pages écrite par l'auteur James Blish dans le livre Star Trek 7, un recueil compilant différentes histoires de la série et sortit en juillet 1972 aux éditions Bantam Books.

## Éditions commerciales
Aux États-Unis, l'épisode est disponible sous différents formats. En 1988 et 1990, l'épisode est sorti en VHS et Betamax. L'épisode sortit en version remastérisée sous format DVD en 2001 et 2004.
L'épisode connu une nouvelle version remasterisée sortie le 24 février 2007 : l'épisode fit l'objet de nouveaux effets spéciaux, notamment les plans de l'Enterprise, de la planète, de l'astéroïde et des tirs de laser qui seront refait à partir d'images de synthèse. Elle donne aussi la couleur rouge au tir laser lancé par l'obélisque. Cette version est comprise dans l'édition Blu-ray, diffusée en décembre 2009.
En France, l'épisode fut disponible avec l'édition VHS de l'intégrale de la saison 3 en 2000. L'édition DVD est sortie en 2004 et l'édition Blu-ray le 22 décembre 2009.